# 小行星15321
小行星15321（15321 Donnadean）是一颗绕太阳运转的小行星，为主小行星带小行星。该小行星于1993年8月13日发现。

## 轨道参数
小行星15321的轨道半长轴为2.3420193 UA，离心率为0.272。